# 三木孝志
三木孝志（日语：／ Miki Takashi，1939年4月27日—），日本男子标枪运动员，毕业于早稻田大学。他曾获得1962年亚洲运动会男子标枪金牌。他也曾参加1964年夏季奥林匹克运动会。